# Detergent
En detergent är ett ytaktivt ämne som underlättar bildning av emulsion eller annan form av dispersion. I snävare betydelse används begreppet detergent ofta för rengöringsmedel.
Molekylerna i en detergent är som regel utsträckta, och är amfifila, med en hydrofob och en hydrofil ände. Ett enkelt exempel är natriumstearat, C17H35COONa, där den långa kolvätekedjan är hydrofob och karboxylgruppen -COO- är hydrofil.